# Carl Großmann
Pour les articles homonymes, voir Grossman.
Carl Friedrich Wilhelm Großmann, connu comme Carl Großmann, né le 13 décembre 1863 à Neuruppin et mort 5 juillet 1922, est un tueur en série allemand. Il s'est suicidé avant son exécution sans donner une pleine confession de l'ampleur de ses crimes et ses motivations sont en grande partie inconnues.

## Biographie
Carl Großmann est né à Neuruppin près de Berlin en 1863. On sait peu de choses au sujet de son enfance et de sa jeunesse, mis à part qu'il avait des goûts sexuels sadiques. Jeune homme, il a purgé une peine de 15 ans de prison pour avoir caressé une fillette de dix ans et violé brutalement une fillette de quatre ans (décédée peu de temps après le jugement).
En août 1921, Großmann est arrêté dans son appartement à Berlin après que les voisins ont entendu des cris perçants et des coups suivis de silence. La police intervient et trouve sur le lit le corps d'une jeune femme fraîchement assassinée.
Großmann comparaît pour meurtre. Il ressort des débats que : les voisins rapportent qu'il s'approvisionnait régulièrement au cours des dernières années en compagnie féminine, la plupart du temps des jeunes femmes, que beaucoup sont entrées dans l'appartement mais peu en sont ressorties ; pendant la Première Guerre mondiale, Großmann a vendu beaucoup de viande au marché noir, et a même tenu un étal de saucisses à la gare voisine. On suppose que la marchandise vendue était composée des restes de ses victimes, leurs os et d'autres pièces non comestibles étant jetés dans le fleuve. Le nombre des victimes de Großmann n'est pas connu. Seul le corps de sa dernière victime a été retrouvé, et des taches de sang dans l'appartement indiquaient qu'au moins trois autres personnes avait été récemment tuées.
Certains chiffres suggèrent qu'une cinquantaine de jeunes femmes sont entrées dans l'appartement de Großmann et ont été tuées, démembrées et consommées par les clients inconscients du commerce de Großmann.
Jugé coupable pour meurtre, Großmann est condamné à mort. Il se pend dans sa cellule avant l'exécution de la sentence.